# Football Club des Girondins de Bordeaux 1987-1988
Questa voce raccoglie le informazioni riguardanti il Football Club des Girondins de Bordeaux nelle competizioni ufficiali della stagione 1987-1988.

## Stagione
In apertura di campionato il Bordeaux lottò contro diverse squadre per accreditarsi come principale rivale del Monaco capolista, prevalendo a poche giornate dal giro di boa e concludendo il girone di andata con tre punti di vantaggio sui monegaschi. Nella tornata conclusiva i girondini inseguirono il Monaco ma, dopo la vittoria nello scontro diretto casalingo, calarono il ritmo consentendo ai monegaschi di chiudere la lotta per il titolo con due gare di anticipo.
Immediatamente uscito dalla Coppa di Francia per effetto di una sconfitta ai calci di rigore con il Nantes, il Bordeaux giunse ai quarti di finale di Coppa dei Campioni eliminando la BFC Dynamo con una doppia vittoria per 2-0 e il Lillestrøm con un vantaggio complessivo minimo. Opposti al PSV, i girondini si fecero rimontare nella gara casalinga dell'andata; il successivo 0-0 in trasferta qualificò gli olandesi per effetto della regola dei gol fuori casa.

## Maglie
Lo sponsor tecnico per la stagione 1987-1988 è Sport 2000, mentre lo sponsor ufficiale è Opel.
| Manica sinistra · Manica sinistra · Maglietta · Maglietta · Manica destra · Manica destra · Pantaloncini · Calzettoni |

## Rosa
| N. |                           | Ruolo | Calciatore                |
| -- | ------------------------- | ----- | ------------------------- |
|    | Francia (bandiera)        | P     | Dominique Dropsy          |
|    | Francia (bandiera)        | D     | Laurent Lassagne          |
|    | Francia (bandiera)        | D     | Éric Péan                 |
|    | Francia (bandiera)        | D     | Alain Roche               |
|    | Germania Ovest (bandiera) | D     | Gernot Rohr               |
|    | Francia (bandiera)        | D     | Didier Sénac              |
|    | Francia (bandiera)        | D     | Jean-Christophe Thouvenel |
|    | Jugoslavia (bandiera)     | D     | Zoran Vujović             |
|    | Francia (bandiera)        | C     | Dominique Bijotat         |
|    | Francia (bandiera)        | C     | Jean-Marc Ferreri         |

| N. |                             | Ruolo | Calciatore          |
| -- | --------------------------- | ----- | ------------------- |
|    | Francia (bandiera)          | C     | Bernard Gimenez     |
|    | Francia (bandiera)          | C     | René Girard         |
|    | Francia (bandiera)          | C     | Jérôme Gnako        |
|    | Francia (bandiera)          | C     | Jean Tigana         |
|    | Francia (bandiera)          | C     | José Touré          |
|    | Francia (bandiera)          | C     | Philippe Vercruysse |
|    | Francia (bandiera)          | A     | Philippe Fargeon    |
|    | Francia (bandiera)          | A     | Bernard Lacombe     |
|    | Irlanda del Nord (bandiera) | A     | George O'Boyle      |
|    | Jugoslavia (bandiera)       | A     | Zlatko Vujović      |

## Risultati

### Coppa dei Campioni
| Arbitro: | Silva Valente |

|                         |           |  |
| Bijotat 47’ Ferreri 58’ | Marcatori |  |

| Arbitro: | Valentine |

|  |           |                             |
|  | Marcatori | 58’ Zl. Vujović 87’ Ferreri |

| Lillestrøm 21 ottobre 1987, ore 18:00 (CET) Ottavi di finale - Andata | Lillestrøm | 0 – 0 referto | Bordeaux | Åråsen Stadion (4.267 spett.)\| Arbitro: \| McKnight \| |
| Arbitro:                                                              | McKnight   |               |          |                                                         |

| Arbitro: | Soriano Aladrén |

|             |           |  |
| Ferreri 41’ | Marcatori |  |

| Arbitro: | Pauly |

|           |           |           |
| Touré 21’ | Marcatori | 40’ Kieft |

| Eindhoven 16 marzo 1988, ore 19:30 (CET) Quarti di finale - Ritorno | PSV         | 0 – 0 referto | Bordeaux | Philips Stadion (27.000 spett.)\| Arbitro: \| Fredriksson \| |
| Arbitro:                                                            | Fredriksson |               |          |                                                              |